# Entier (cheval)
Pour les articles homonymes, voir Entier.
Un entier est un cheval mâle non castré. Il est à distinguer de l'étalon qui est un entier reconnu comme pouvant reproduire dans une race donnée. L'entier est parfois plus difficile à gérer que le hongre (cheval castré) à cause de ses fréquentes sautes d'humeur, mais il est plus courageux, plus volontaire et plus vif.